# جوتلوب فريك
جوتلوب فريك (بالألمانية: Gottlob Frick)‏ (و. 1906 – 1994 م) هو مغني، ومغني أوبرا ألماني، توفي في مولآكر، عن عمر يناهز 88 عاماً.

## جوائز
حصل على جوائز منها:
- نيشان استحقاق صليب الضباط لجمهورية ألمانيا الاتحادية
- وسام الاستحقاق البافاري
- نيشان استحقاق صليب الضباط لجمهورية ألمانيا الاتحادية
- وسام الاستحقاق لبادن-فورتمبيرغ
- صليب القائد لنيشان استحقاق جمهورية ألمانيا الاتحادية.

## روابط خارجية
- جوزيف فريك على موقع IMDb (الإنجليزية)
- جوزيف فريك على موقع ميوزك برينز (الإنجليزية)
- جوزيف فريك على موقع أول ميوزيك (الإنجليزية)
- جوزيف فريك على موقع ديسكوغز (الإنجليزية)